# Гёссвальд, Карл
Карл Гёссвальд (нем. Karl Gößwald, р. 26 января 1907, Вюрцбург — ум. 2 апреля 1996, там же) — немецкий мирмеколог, энтомолог, профессор, основатель Института прикладной зоологии в Университете Вюрцбурга и журнала Waldhygiene. Сооснователь и президент Международного союза исследователей общественных насекомых. Один из ведущих в мире специалистов в области исследования лесных муравьёв рода формика, который предложил методику расселения их в лесах Европы для борьбы с вредителями. Кавалер одной из высших наград Германии — Ордена «За заслуги перед Федеративной Республикой Германия».

## Биография
Родился 26 января 1907 года в Вюрцбурге (Бавария).
В 1927 году он закончил местную гимназию, поступил в университет и был членом католического Братства K.D.St.V. Готия Вюрцбург.
В 1931 году он с отличием окончил факультет естественных наук и медицины Университета Вюрцбурга. Работал в Мюнхене и Берлин-Далеме. В 1944 году был назначен начальником отдела в лаборатории лесного хозяйства в Эберсвальде (нем. Preußischen Versuchsanstalt für Waldwirtschaft nach Eberswalde), чей филиал был создан в Вюрцбурге. После Второй мировой войны Гёссвальд вернулся в Университет Вюрцбурга и в 1947 году основал там Институт прикладной зоологии нем. Institut für Angewandte Zoologie, которым управлял с 1950 года. На факультете науки он также занимал кафедру прикладной зоологии, сначала в 1948 году в качестве доцента кафедры и с 1966 года в качестве ординарного профессора. Действительный член Немецкого общества общей и прикладной энтомологии (нем. Deutsche Gesellschaft für allgemeine und angewandte Entomologie, DGaaE).
Гёссвальд стал одним из основателей Международного союза исследователей общественных насекомых, руководителем немецкоязычной секции, а с 1965 года и президентом этого интернационального научного сообщества. Гёссвальд был одним из основателей современной прикладной зоологии, в частности, способствовал развитию энтомологического направления в научных исследованиях. Его работы способствовали расширению международного сотрудничества в изучении общественных насекомых. Один из крупнейших в мире специалистов в области исследования муравьёв, их роли в лесном хозяйстве.
Умер 2 апреля 1996 года в Вюрцбурге.

## Награды и память
За свои научные исследования, в том числе за работы, посвящённые изучению роли муравьёв награждён одной из высших наград Германии — Орденом «За заслуги перед Федеративной Республикой Германия» (офицер ордена).
В честь Гёссвальда названы новые виды муравьёв:
- Leptothorax goesswaldi Kutter, 1967[3]
- Epimyrma goesswaldi Menozzi, 1930[4] (=Temnothorax ravouxi)
- Formica goesswaldi Kutter, 1967[5] (= Formica foreli)

## Основные труды
Основные работы посвящены исследованию роли муравьёв в лесных экосистемах и применению их в лесозащите. Разработал и впервые в 1939 году предложил новую методику расселения рыжих лесных муравьёв в лесах Европы для борьбы с вредителями, которая широко применялась в ГДР, Италии и ФРГ.

### Книги
- Ökologische Studien über die Ameisenfauna des mittleren Maingebietes, Dissertation 1931 (опубликована в 1932. — Z. Wiss. Zool. 142: 1-156).
- Die rote Waldameise im Dienste der Waldhygiene. Forstwirtschaftliche Bedeutung, Nutzung, Lebensweise, Zucht, Vermehrung und Schutz, Lüneburg 1951
- Unsere Ameisen, 2 Bände, Stuttgart 1954/55
- Waldameisenversuchsgebiete des Landes Nordrhein-Westfalen. Teil 1: Kleve und Bielefeld (Minden), Würzburg 1973
- Organisation und Leben der Ameisen, Stuttgart 1985, ISBN 3-8047-0691-6
- Die Waldameise
  - Band 1: Biologische Grundlagen, Ökologie und Verhalten, Wiesbaden 1989: AULA-Verlag, xi + 660 pp., ISBN 3-89104-475-5
  - Band 2: Die Waldameise im Ökosystem Wald, ihr Nutzen und ihre Hege, Wiesbaden 1990, ISBN 3-89104-476-3

### Некоторые статьи
- Gösswald, K. 1941. Rassenstudien an der roten Waldameise Formica rufa L. auf systematischer, ökologischer, physiologischer und biologischer Grundlage. Z. Angew. Entomol. 28: 62-124.
- Gösswald, K. 1951. Zur Biologie, Ökologie und Morphologie einer neuen Varietät der Kleinen Roten Waldameise: Formica minor pratensoides. Z. Angew. Entomol. 32: 433—457.
- Gösswald, K. 1953. Histologische Untersuchungen an der arbeiterlosen Ameise Teleutomyrmex schneideri Kutter (Hym. Formicidae). Mitt. Schweiz. Entomol. Ges. 26: 81-12.
- Gösswald, K. 1987. Über System und Nomenklatur der Formica-Gruppe (Hym. Formicidae). Waldhygiene 17: 97-112.